# Jean-Luc Roudaut
Pour les articles homonymes, voir Roudaut.
Jean-Luc Roudaut, né le 22 août 1956 à Plouguerneau (Finistère), est un auteur-compositeur-interprète français, originaire de Bretagne et de langue bretonne.
Sa musique mélange musique africaine, musiques du monde, musique bretonne, reggae, en passant par le rock ou la techno.

## Biographie

### Enfance et formation
Jean-Luc Roudaut naît le 22 août 1956 à Plouguerneau.
Il est titulaire d'un diplôme d'audiovisuel.

### Carrière
Dans les années 1980, il est le chanteur du groupe de rock Rêve de gosses (collaboration avec Johnny Clegg en 1984).
En 1988, il travaille avec le pianiste Patrick Péron sur le maxi 45 tours Reggae ' Sperans.        
En 2005, il collabore avec le chanteur Yvon Etienne sur l'album Mitio.
En 2009, il organise un concert dans des écoles bretonnantes avec Gilles Servat.
En 2018, il chante au centre culturel Le Family à Landerneau.

En 2019, il créé avec les résidents de l’EHPAD de l’hôpital de Crozon, les familles, les bénévoles et le personnel un album.

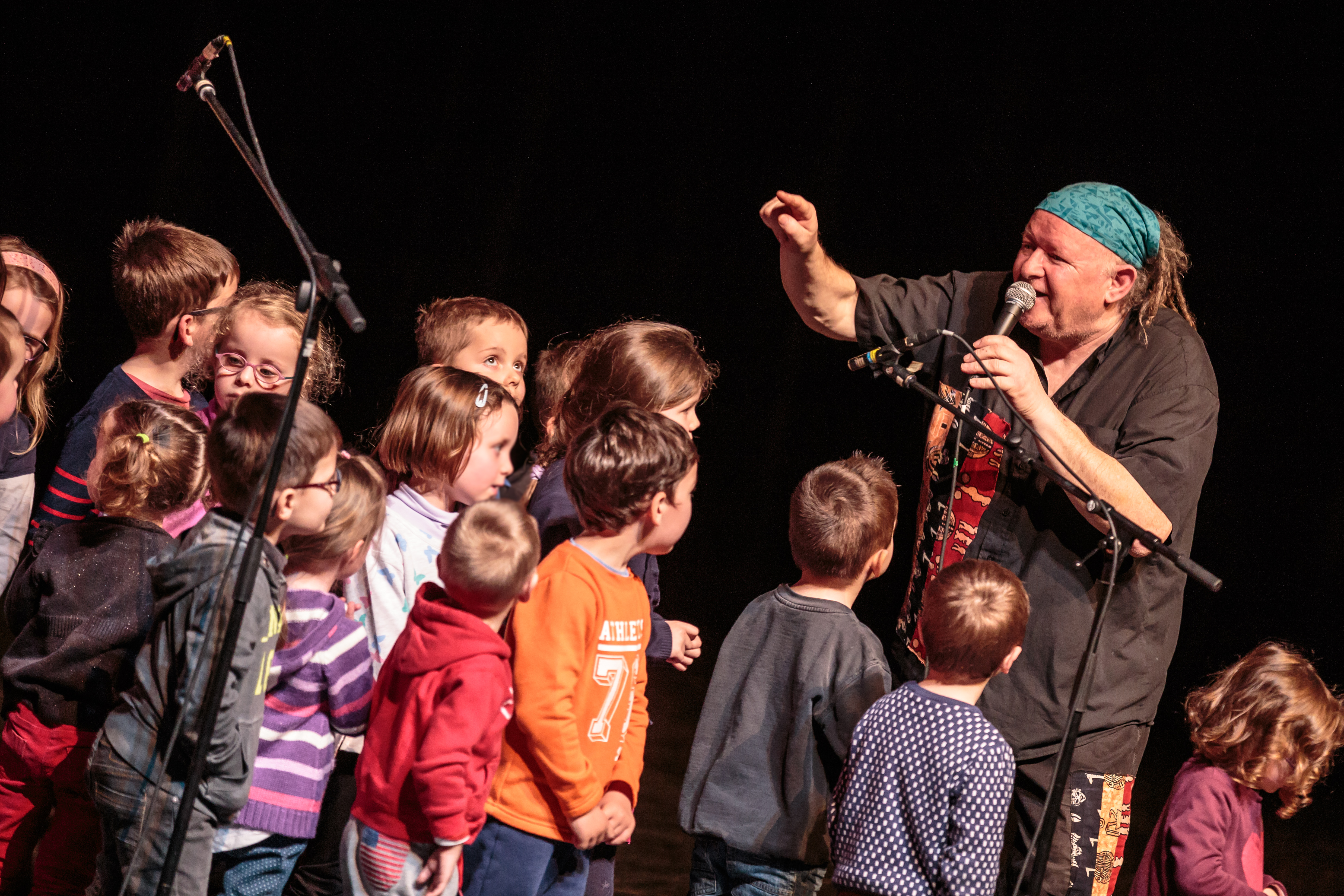
Jean-Luc Roudeau avec les élèves de l'école Diwan de Landivisiau.

Il est aussi photographe, vidéaste, réalisateur et doubleurs de film.
Il a doublé et chanté les génériques des dessins animés Yakari et Ulysse 31 en breton.
En 2024, il organise avec son fils Noah un spectacle au profit de l’association Rêves de clown.
Il est aussi photographe, vidéaste, réalisateur et doubleurs de film.

## Discographie
- 1988 : Rêves de gosse - Dihun et Western blues (maxi 45 tours)[4]
- 1988 : Reggae'Sperans, collectif de chanteurs bretons pour les paysans de Saponé/Burkina Faso avec Yvon Étienne, Tri Yann[12]
- 1992 : Meurlarjez[13]
- 1994 : Kalimba[14]
- 1994 : Mitio, avec Yvon Etienne[15]
- 1998 : Le temps d'un rêve de gosse[15]
- 1998 : Stered aour, avec Ffran May[16]
- 2000 : La Compi'l Des Enfants (compilation)[17]
- 2005 : Livioù ar bed[18]
- 2007 : 5 petits singes[18]
- 2009 : Le grand bal des animaux[19]
- 2010 : Le chant des tams-tams[20]
- 2014 : La rose des vents[21]
- 2014 : Pemp troad d'ar maout[22]
- 2015 : La Ronde des petits lutins[23]
- 2017 : Entrez dans la danse[24]
- 2017 : Noël arc en ciel[24]
- 2019 : Le chant des coquelicots[25]
- 2019 : Errances Marines[25],[26],[27]
- 2023 : Bizkoazh Kement-all[28]

## Album- Live
- 2012 :  DVD Larguez Les Amarres[29]

## Livre-CD
- 2012 : Les Aventures de Kintou et Nambe/De l'eau sous le sable, écrit par Daniel Grolleau Foricheur et mis en musique par Jean-Luc Roudaut[30]

- 2016 : Le voyage de Piti Nuage, écrit par Martine Kerrien, illustré par Virginie Grosos et mis en musique par Jean-Luc Roudaut[31]
- 2021 : La Lumière Mystérieuse et Ar Gouloù Kevrinus (conte musical en français et en breton) écrit par Martine Kerrien, illustré par Virginie Grosos et mis en musique par Jean Luc Roudaut[32]
- 2022 : L'attrapeur de rêves et Ar Paker Hunvreoù (conte musical en français et breton) écrit et illustré par Caroline Vaireaux et mis en musique par Jean Luc Roudaut[33]
- 2024 : Mais ou est passé Ronan le Petit Renne et Da belec'h eo aet Ronan ar c'harv erc'h (conte musical en français et en breton) écrit par Martine Kerrien, illustré par Virginie Grosos et mis en musique par Jean-Luc et Noah Roudaut[34]